# Harry Bagge
Henry John „Harry“ Bagge (* 15. September 1896 in Tottenham; † 27. April 1967) war ein englischer Fußballspieler und -trainer.

## Sportlicher Werdegang
Bagge rückte kurz vor dem Ersten Weltkrieg bei Tottenham Hotspur aus der Jugend auf, kam aber bis Kriegsbeginn zu keinem Spieleinsatz. Während des Krieges diente er in der Royal Naval Air Service, im März 1919 wurde er in die Reserve versetzt. Ab 1919 lief Bagge für den FC Fulham in der Second Division auf. Bis 1926 bestritt er 179 Ligaspiele für den Klub. Anschließend stand er ab November des Jahres bei Northfleet United, The Wednesday und Clapton Orient unter Vertrag, ehe ein Auslandsaufenthalt bei Athletic Bilbao folgte.
In den 1940er und 1950er Jahren war Bagge als Trainer in Spanien tätig. Mit Athletic Bilbao stand er im Endspiel um die Copa del Generalísimo 1948/49 gegen den FC Valencia, das jedoch nach einem Tor von Epi mit 0:1 verloren ging. Später war er noch beim UD Salamanca tätig.